# Iłanskij
Iłanskij (ros. Иланский) – miasto w azjatyckiej części Rosji, w Kraju Krasnojarskim, centrum administracyjne rejonu iłańskiego.
Miasto położone jest nad rzeką Iłanka, prawym dopływem rzeki Kan, 279 km od Krasnojarska. Założone w 1645, status miasta od 1939 roku.